# Треп'ядько Катерина Кирилівна
Катерина Кирилівна Треп'ядько (1933, село Данівка, тепер Козелецького району Чернігівської області — ?) — українська радянська діячка, свинарка колгоспу імені Леніна Козелецького району Чернігівської області. Депутат Верховної Ради УРСР 5-го скликання. 

## Біографія
Народилася у селянській родині. У 1949 році закінчила семирічну школу в Козелецькому районі.
З 1949 року — свинарка колгоспу імені Леніна Козелецького району Чернігівської області. У 1958 році виробила 200 цнт свинини за рік.

## Нагороди
- медаль «За трудову відзнаку» (26.02.1958)
- мала золота медаль Виставки досягнень сцільського господарства